# 泰雅鋩灰蝶
泰雅鋩灰蝶（学名：Euaspa tayal），又名泰雅綠小灰蝶、泰雅爾綠小灰蝶、泰雅小灰蝶、泰雅綠灰蝶，为灰蝶科鋩灰蝶屬下的一个种。

## 描述
本種為中型灰蝶，雌雄差異不明顯或極微。體背褐色，腹面白。雄蝶前足跗節癒合、末端尖，雌蝶則不癒合。頭部具褐色被毛，額中央有白色細線，複眼具白緣並被毛；觸角深褐色帶白環，下唇鬚白色混深褐，前伸漸尖。
前翅長17-19 mm，呈三角形，緣線弧形略凸；後翅圓，Rs脈末端角狀，CuA2脈末端具絲狀尾突。翅背面深褐色，前翅基部有藍紫金屬光澤斑，常見兩枚橙斑；後翅外緣具藍色細線。翅腹面褐色，前翅外側有明顯白線，Cu室有深褐色斑；後翅中央具雙白線，內線細且模糊，外線粗而鮮明，外緣放射狀白紋與波狀線交錯。前翅中室末端有模糊暗線短條。前後翅外緣具白紋，前翅後側帶暗色紋。臀區及CuA1室各具黑點與橙斑，構成眼狀紋。緣毛前翅前段為褐色，其餘多為外褐內白。

## 分佈
本種為臺灣特有種，分布於本島北部低海拔山區。

## 棲地
棲息於常綠闊葉林，一年一世代，成蝶於夏季出現。寄主植物為殼斗科烏來柯，越冬卵產於其細枝的休眠芽旁。